# KVV Thes Sport Tessenderlo
Koninklijke Voetbalvereniging Tessenderlo Hulst Engsbergen Schoot Sport Tessenderlo w skrócie KVV THES Sport Tessenderlo – belgijski klub piłkarski, grający w trzeciej lidze belgijskiej, mający siedzibę w mieście Tessenderlo.

## Historia
Klub został założony 14 czerwca 1942 jako Heidebloem Voetbalvereeniging Hulst. W 1992 roku klub zmienił nazwę na Koninklijke Heidebloem Voetbalvereeniging Hulst, a w 1999 roku na KVV Thes Sport Tessenderlo. W 2015 roku połączył się z VK Penarol Engsbergen. W 2018 roku po raz pierwszy w swojej historii awansował do trzeciej ligi belgijskiej. 

## Stadion
Domowe mecze klub rozgrywa na stadionie o nazwie Gemeentelijk Sportpark, położonym w Tessenderlo. Stadion może pomieścić 1500 widzów.

## Reprezentanci kraju grający w klubie
Stan na styczeń 2023
| - Marc Hendrikx - Jeremy Bokila | - Yadi Bangoura |